# Grapholita
Grapholita är ett släkte av fjärilar. Grapholita ingår i familjen vecklare.

## Bildgalleri

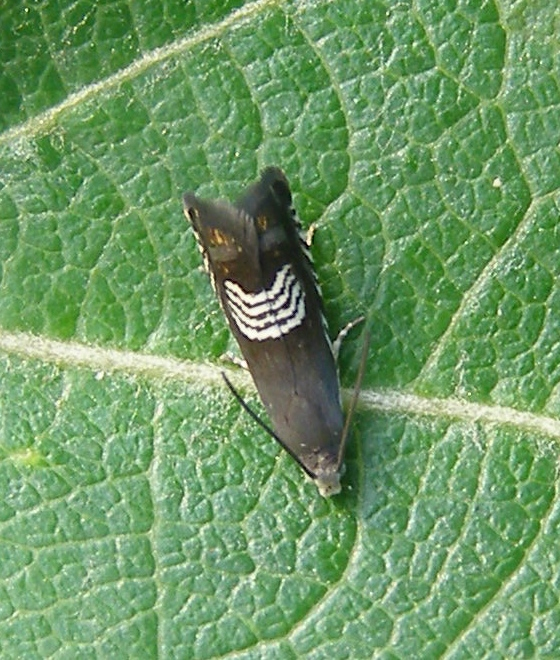
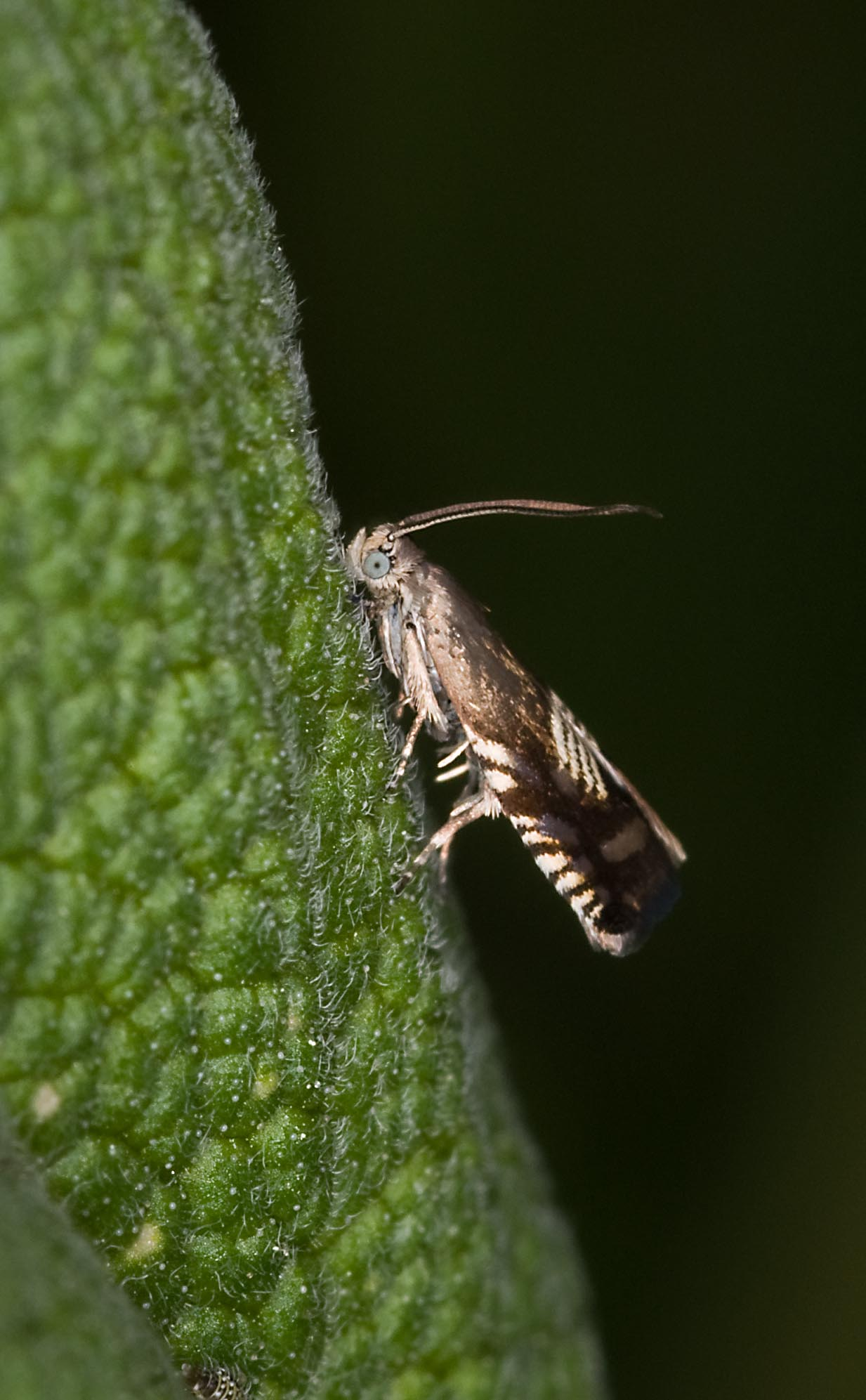

## Dottertaxa tillGrapholita, i alfabetisk ordning[1]
- Grapholita albisecundella
- Grapholita andabatana
- Grapholita apicatana
- Grapholita arcia
- Grapholita arcigera
- Grapholita arcuatana
- Grapholita argyrotorna
- Grapholita astrapephora
- Grapholita aureolana
- Grapholita auroscriptana
- Grapholita bicincta
- Grapholita bigeminata
- Grapholita bipartitana
- Grapholita biserialis
- Grapholita caecana
- Grapholita callisphena
- Grapholita capitinivana
- Grapholita caudicula
- Grapholita cerasana
- Grapholita chelias
- Grapholita chrysacrotoma
- Grapholita coeruleosparsa
- Grapholita comanticosta
- Grapholita composana
- Grapholita compositella
- Grapholita conciliata
- Grapholita concinnana
- Grapholita conspectana
- Grapholita coronillana
- Grapholita cotoneastri
- Grapholita cyanogona
- Grapholita delineana
- Grapholita diaphorotorna
- Grapholita diffusana
- Grapholita dificilana
- Grapholita dilectabilis
- Grapholita dimidiatana
- Grapholita dimorpha
- Grapholita discretana
- Grapholita divisella
- Grapholita divitana
- Grapholita dorsana
- Grapholita dysaethria
- Grapholita elegantana
- Grapholita endrosias
- Grapholita erectana
- Grapholita exigua
- Grapholita exosticha
- Grapholita filana
- Grapholita fimana
- Grapholita fissana
- Grapholita fistularis
- Grapholita flexuosella
- Grapholita funebrana
- Grapholita gemmiferana
- Grapholita geniculana
- Grapholita gigantana
- Grapholita glycyrrhizana
- Grapholita graphologa
- Grapholita gundiana
- Grapholita hamatana
- Grapholita harmologa
- Grapholita heptatoma
- Grapholita heteropa
- Grapholita hieroglyphana
- Grapholita hylophanes
- Grapholita incisana
- Grapholita includana
- Grapholita inopinata
- Grapholita intacta
- Grapholita internana
- Grapholita ioxesta
- Grapholita isacma
- Grapholita janthinana
- Grapholita jesonica
- Grapholita jucundata
- Grapholita jungiana
- Grapholita jungiella
- Grapholita krausiana
- Grapholita kurilana
- Grapholita larseni
- Grapholita latens
- Grapholita lathyrana
- Grapholita limbata
- Grapholita lobarzewskii
- Grapholita loderana
- Grapholita lunulana
- Grapholita macrodrilus
- Grapholita magnana
- Grapholita megerleana
- Grapholita mesoscia
- Grapholita miranda
- Grapholita moldovana
- Grapholita molesta
- Grapholita mundana
- Grapholita namatophora
- Grapholita nebritana
- Grapholita nigroliciana
- Grapholita obcaecana
- Grapholita obliqua
- Grapholita olbrenana
- Grapholita omittana
- Grapholita optica
- Grapholita opulentica
- Grapholita orbiapex
- Grapholita orobana
- Grapholita pallifrontana
- Grapholita patens
- Grapholita perlepidana
- Grapholita persicana
- Grapholita phacana
- Grapholita praedorsana
- Grapholita prolopha
- Grapholita prunifoliae
- Grapholita pusillana
- Grapholita pycnograpta
- Grapholita quadristriana
- Grapholita rhabdotacra
- Grapholita rosana
- Grapholita rosetecolana
- Grapholita schizodelta
- Grapholita scintillana
- Grapholita scopariana
- Grapholita seclusana
- Grapholita selenana
- Grapholita selliferana
- Grapholita semifusca
- Grapholita siderocosma
- Grapholita simillima
- Grapholita sinana
- Grapholita sporosema
- Grapholita steringus
- Grapholita strandiana
- Grapholita tenebrosana
- Grapholita terstrigana
- Grapholita tetragrammana
- Grapholita torodelta
- Grapholita tricyanitis
- Grapholita tristana
- Grapholita tristriatana
- Grapholita uranatma
- Grapholita valens